# Barbachen
Barbachen é uma comuna francesa na região administrativa de Occitânia, no departamento dos Altos Pirenéus. Estende-se por uma área de 3,04 km², Em 2010 a comuna tinha 52 habitantes (densidade: 17,1 hab./km²)..